# Linoleum

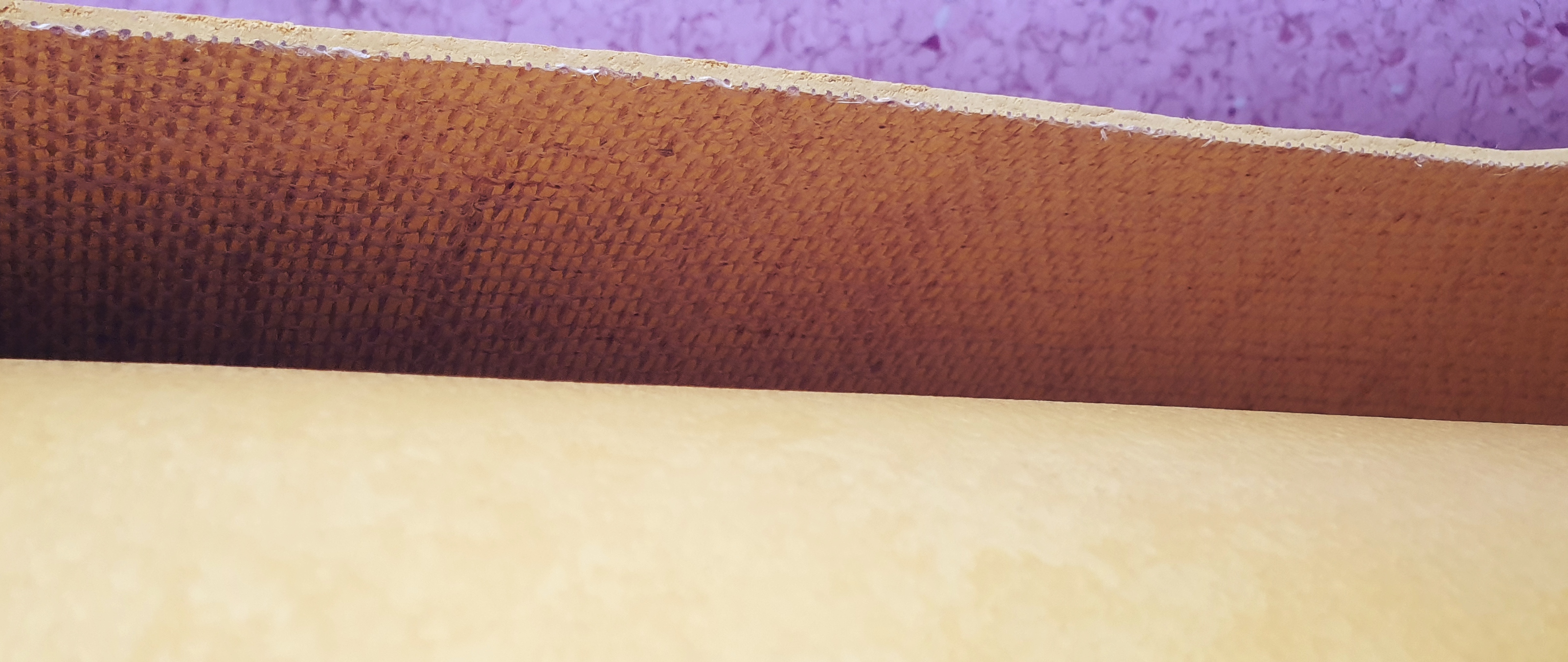
Structura linoleumului, într-o secțiune

Linoleumul este un material natural, sub forma de rolă, folosit pentru pardosirea clădirilor. Are grosime variabilă, cuprinsă între 2,5 mm și 5 mm.
Linoleumul a fost inventat de către englezul Frederick Walton, în anul 1860. În 1863 Frederick Walton a brevetat și pardoselile din linoleum, care au devenit astfel primul strat elastic de acoperire a pardoselii, material ce este utilizat pentru pardoseli și în zilele noastre.

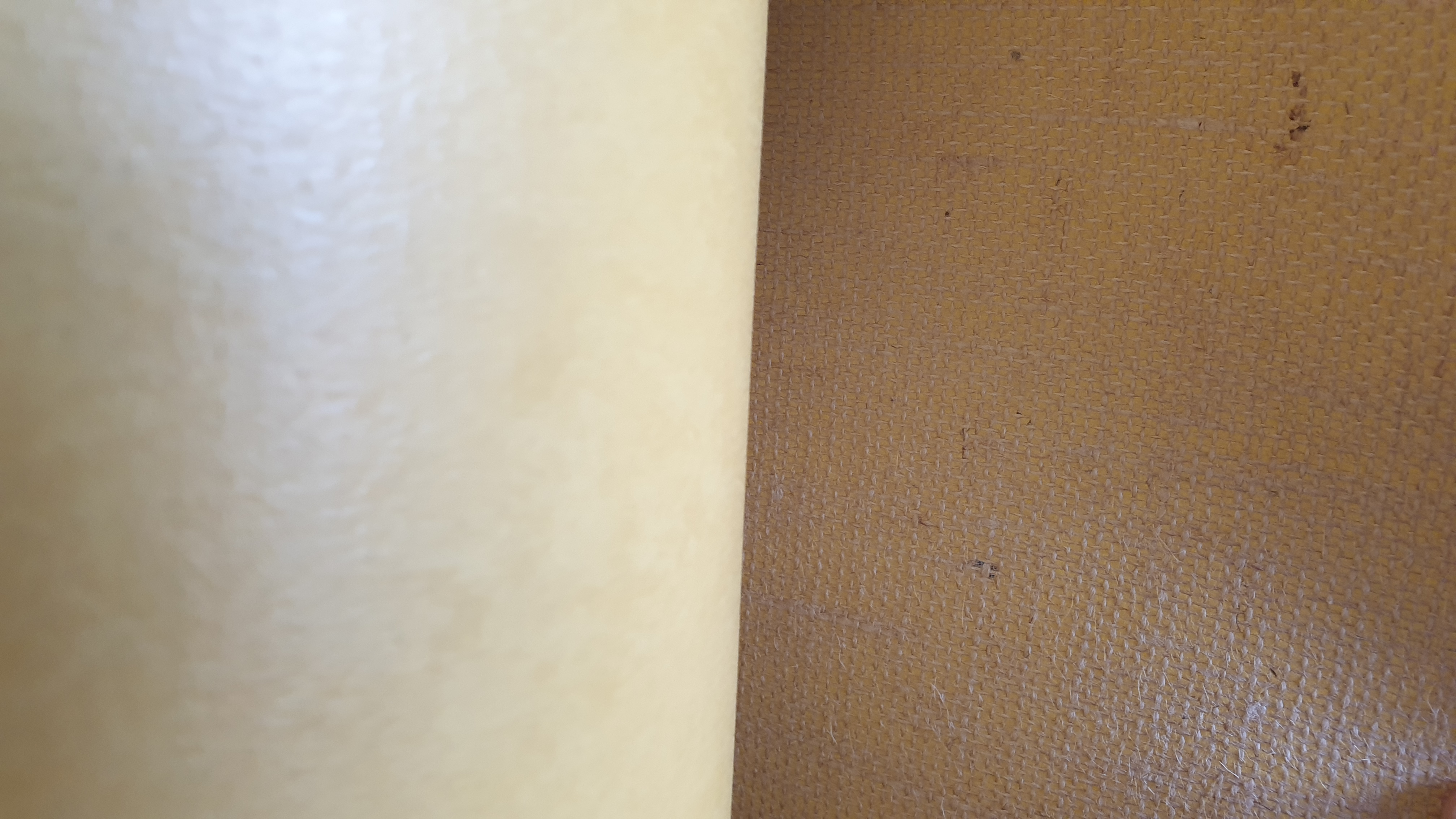
Linoleum natural, imagine față și spate. Spatele are suport de iută, ca un caroiaj.

Spre deosebire de covorul PVC, care este un material sintetic, linoleumul este un material natural. Este obținut prin amestecarea următoarelor ingrediente principale: ulei de in, rășini, iută, cretă și apoi calandrarea compoziției. Rezultatul final, role cu lungime variabilă, trebuie apoi lăsat să se usuce.
În România a fost folosit pe larg în apartamentele construite în anii 1970, însă datorită evoluției constante a tehnologiei de producție este o diferență foarte mare între produsele actuale și cele de acum 50 ani, atât din punct de vedere al aspectului cât și din punct de vedere al comportamentului la uzură.
Linoleum este materialul de bază folosit pentru linogravură.
Modalitate de instalare: Pentru a obține un montaj de calitate este recomandat ca înainte de aplicarea linoleumului să se pregătească pardoseala prin turnarea unei șape autonivelante.

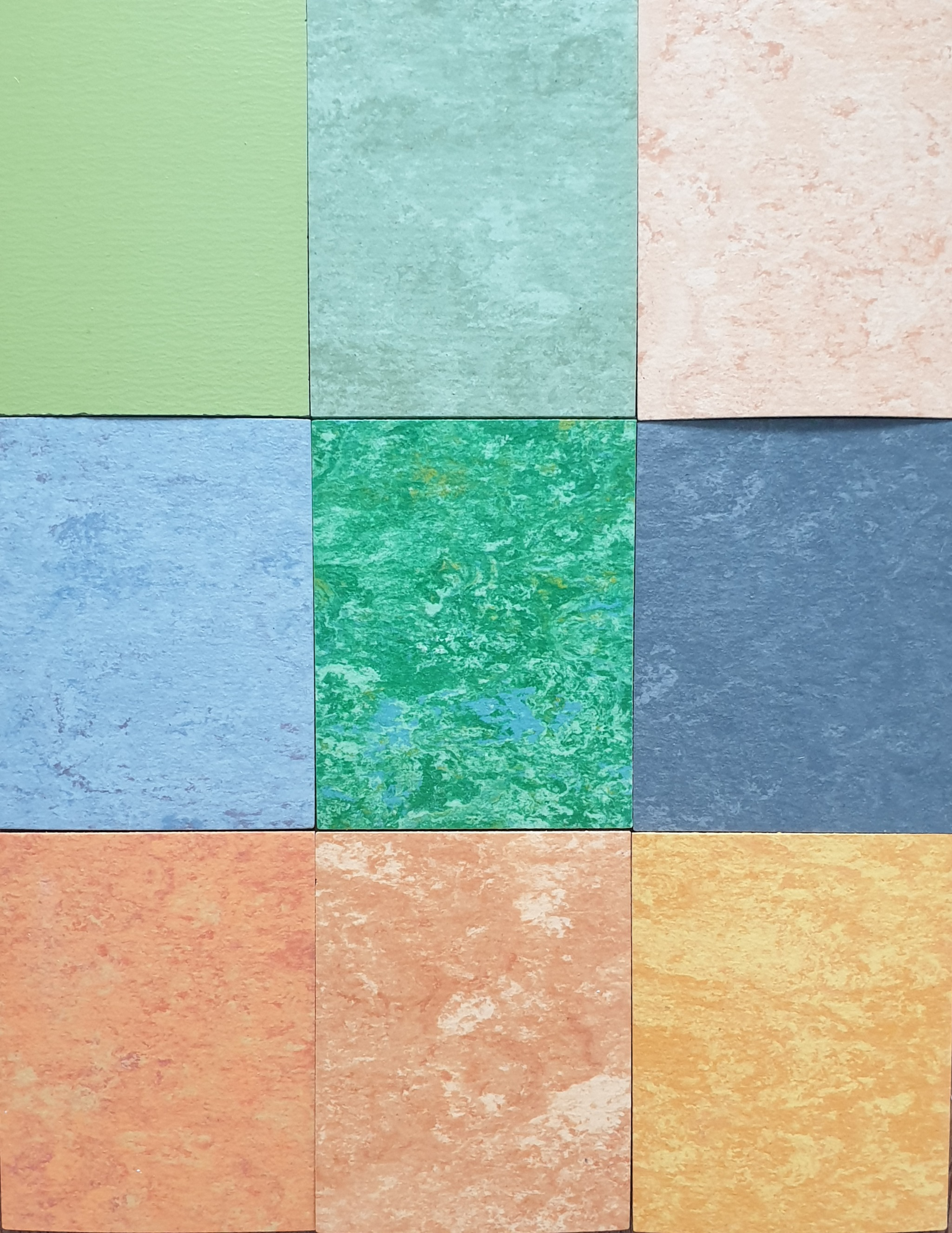
Mostre de linoleum, de diverse culori

Linoleum-ul se lipește pe întreaga suprafață folosind un adeziv pe baza de apă. Nu se mai folosește adezivul pe baza de solvent (prenadez) decât pentru lipirea plintei (scafa).
Există două modalități de montaj pentru linoleum: cu tăiere la baza peretelui (montaj la drept) și montaj cu întoarcerea materialului pe perete (montaj cu scafă).

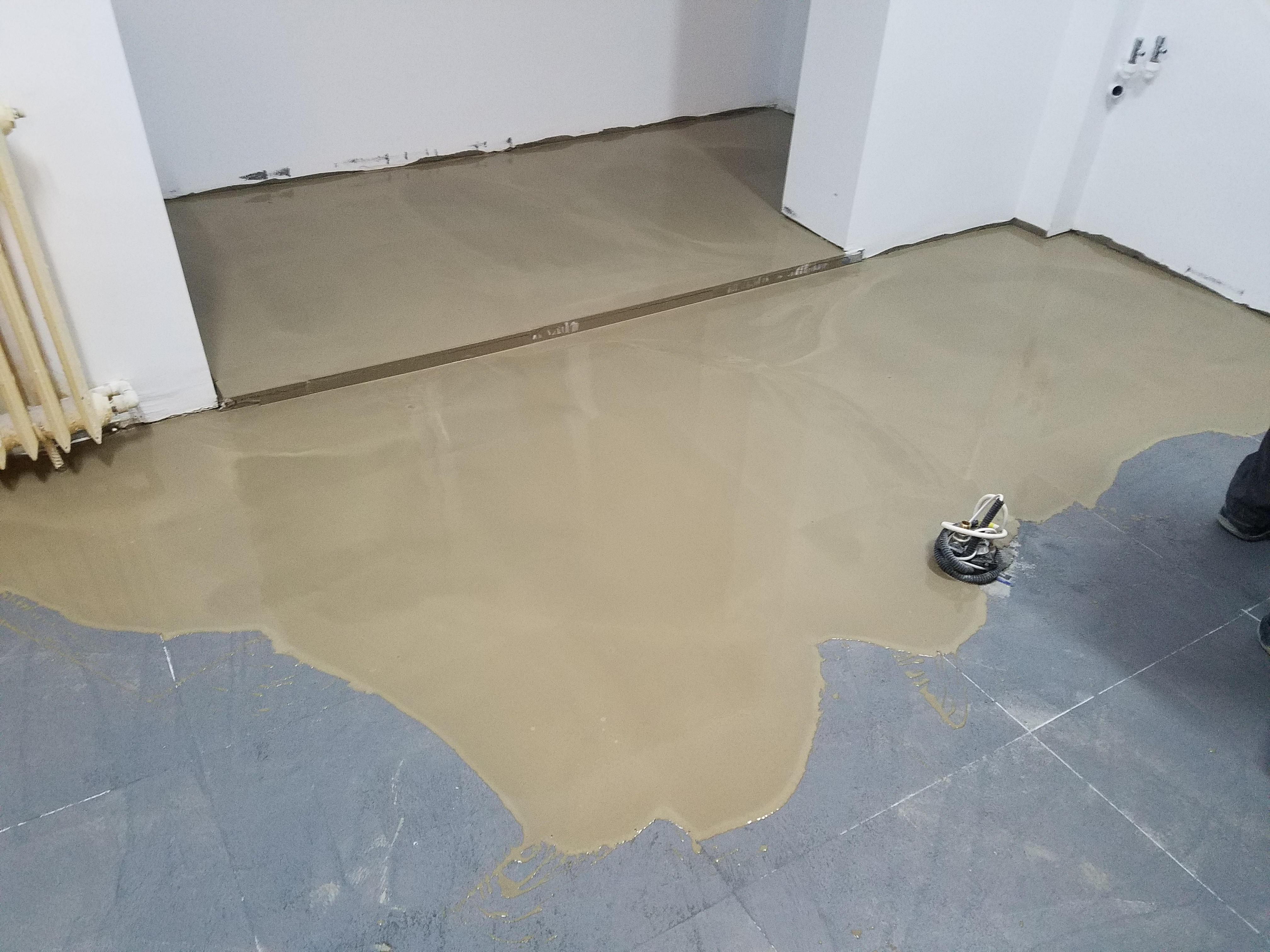
Turnarea șapei autonivelante peste gresie pentru montajul de linoleum